# La mejor versión de mí (canción)
«La mejor versión de mí» es una canción de la cantante dominicana Natti Natasha. Se lanzó el 11 de febrero de 2019 como el cuarto sencillo de su álbum de estudio debut, Iluminatti. El 3 de octubre de 2019, se lanzó una versión remix de bachata con el cantante dominicano-estadounidense Romeo Santos. La canción fue catalogada como una de las siete canciones latinas de Billboard que toma una postura contra la violencia doméstica.

## Vídeo musical
En febrero de 2019 se lanzó un video musical de la canción original. Muestra a Natti cantando emocionalmente frente a un fondo negro. El video musical fue comparado con el video «Used to Love You» de Gwen Stefani. El video tiene más de 150 millones de visitas a partir junio de 2023.
El video musical de la versión remix con Romeo Santos se lanzó el 3 de octubre de 2019. Dirigido por Fernando Lugo, el videoclip muestra a Natti y Romeo en escenarios sombríos, como Santos atrapado en un automóvil que se hunde bajo el agua y Natti frente a un auto en llamas. El video musical tiene más de 600 millones de visitas en YouTube a partir de junio de 2023.

## Posicionamiento en listas
| Listas (2019)                                 | Mejor posición |
| --------------------------------------------- | -------------- |
| Estados Unidos (Bubbling Under Hot 100)       | 19             |
| Estados Unidos (Hot Latin Songs)              | 19             |
| Estados Unidos (Latin Airplay)                | 19             |
| Estados Unidos (Tropical Airplay)             | 19             |
| Puerto Rico (Monitor Latino)                  | 1              |
| República Dominicana Bachata (Monitor Latino) | 1              |
| República Dominicana General (Monitor Latino) | 3              |

| Listas (2019)                       | Mejor posición |
| ----------------------------------- | -------------- |
| Estados Unidos (Hot Latin Songs)    | 97             |
| Estados Unidos (Hot Tropical Songs) | 19             |

| Listas (2020)                    | Mejor posición |
| -------------------------------- | -------------- |
| Estados Unidos (Hot Latin Songs) | 41             |

## Certificaciones
| País (organismo certificador) | Certificación      | Unidades certificadas |
| ----------------------------- | ------------------ | --------------------- |
| Estados Unidos (RIAA)         | 3x Platino (Latin) | 180 000               |
| Estados Unidos (RIAA) Remix   | 6x Platino (Latin) | 360 000               |